# 柳布林諾站
柳布林諾站（羅馬化：Lyublino）是莫斯科地鐵柳布林諾－德米特羅夫線的一個車站，開通於1996年12月25日，是柳布林諾－德米特羅夫線開通的第二批車站。站名來自於當地的地名。

## 外部連結
- （英文） Mosmetro.ru
- （俄文） Mymetro.ru
- （俄文） News.metro.ru （页面存档备份，存于）
- （俄文） Metro.ru （页面存档备份，存于）
- （英文） KartaMetro.info — Station location and exits on Moscow map (English/Russian)